# Hyper-V
O Microsoft Hyper-V (codinome Viridian) e anteriormente conhecido como Virtualização no Windows Server, é uma tecnologia de virtualização baseada em Hipervisor nativo (executa máquinas virtuais no hardware). O Hipervisor é a plataforma de processamento de virtualização que permite que multiplos Sistemas Operacionais compartilhem um único hardware. A pilha de Virtualização é executada com a partição pai e tem acesso direto aos dispositivos de hardware; a partição pai cria partições filho, que hospedam os Sistemas Operacionais convidados.
O Microsoft Hyper-V foi lançado pela primeira vez junto com o Windows Server 2008 e está disponível gratuitamente para todos os Windows Server e Windows 8 e posteriores como um recurso opcional (não suportado na versão Home). Um Windows Hyper-V Server autônomo é gratuito, mas possui apenas a interface de linha de comando. A partir do sistema Windows 8, o Microsoft Hyper-V substituiu o Windows Virtual PC como o componente de virtualização de hardware das edições para clientes do Windows NT. 

## Visão geral
A função Hyper-V no "Windows Server 2008" e no "2008 R2" provê a infraestrutura de software e as ferramentas de gerenciamento básico que você pode utilizar para criar e gerenciar um ambiente de virtualização de servidores.
Após a instalação inicial do Windows Server 2008 R2, o sistema operacional pode acessar o hardware do servidor diretamente. Depois de adicionar a função Hyper-V, uma fina camada de hipervisor é acrescentada entre o sistema operacional e os recursos de hardware. O sistema operacional instalado no momento torna-se a partição pai de onde você pode criar e gerenciar partições filho. As partições filho não tem acesso direto aos outros recursos de hardware e uma visão virtual dos recursos é apresentada, como dispositivos virtuais.
Drivers na partição pai são usados para acessar o hardware do servidor. Partições filho usam dispositivos virtualizados através dos drivers do Servidor Virtual Cliente (Virtual Server Client - VSC), que se comunicam através do Barramento de Máquina Virtual (Virtual Machine Bus - VMBus) com os Provedores de Serviços Virtuais (Virtual Services Providers - VSP) na partição pai. Requisições para os dispositivos virtuais são redirecionadas tanto através do VMBus ou através do hipervisor para os dispositivos na partição pai.
O VMBus gerencia os pedidos. O VMBus é um canal de comunicação lógico inter-partição. A partição pai hospeda os VSPs, que se comunicam sobre o VMBus para lidar com solicitações de dispositivo de acesso a partir das partições filho. As partições filho hospedam VSCs, que redirecionam solicitações de dispositivos para VSPs na partição pai através do VMBus.

## I/O Priorizado
I/O (Entrada / Saída) Priorizado é uma implementação especializada de protocolos de comunicação de alto nível preparados para virtualização , tais como SCSI, que utilizam VMBus diretamente, ignorando qualquer camada de emulação de dispositivo. Isto torna a comunicação mais eficiente. Dispositivos virtuais usam o recurso de I/O priorizado no Hyper-V para o seguinte:
- Armazenamento
- Rede
- Gráficos
- Subsistemas de Entrada

## Sistemas Operacionais Suportados
Os seguintes Sistemas Operacionais são suportados em Máquinas Virtuais no Hyper-V:
| Sistema Operacional Convidado                          | Edições | Processadores Virtuais |
| ------------------------------------------------------ | --- | ---------------------- |
| Windows Server 2008 R2 with Service Pack 1             | Standard, Enterprise, Datacenter, and Web editions | 1, 2, 3, or 4          |
| Windows Server 2008 R2                                 | Standard, Enterprise, Datacenter, and Windows Web Server 2008 R2                                                                                             | 1, 2, 3, or 4          |
| Windows Server 2008                                    | Standard, Standard without Hyper-V, Enterprise, Enterprise without Hyper-V, Datacenter, Datacenter without Hyper-V, Windows Web Server 2008, and HPC Edition | 1, 2, 3, or 4          |
| Windows Server 2003 R2 with Service Pack 2             | Standard, Enterprise, Datacenter, and Web | 1 or 2                 |
| Windows Home Server 2011                               | Standard | 1, 2 or 4              |
| Windows Storage Server 2008 R2                         | Essentials | 1, 2 or 4              |
| Windows Small Business Server 2011                     | Essentials | 1 or 2                 |
| Windows Small Business Server 2011                     | Standard | 1, 2, or 4             |
| Windows Server 2003 R2 x64 Edition with Service Pack 2 | Standard, Enterprise, and Datacenter | 1 or 2                 |
| Windows Server 2003 with Service Pack 2                | Standard, Enterprise, Datacenter, and Web | 1 or 2                 |
| Windows Server 2003 x64 Edition with Service Pack 2    | Standard, Enterprise, and Datacenter | 1 or 2                 |
| CentOS 6.0                                             | x86 edition and x64 edition | 1, 2, or 4             |
| CentOS 5.2-5.6                                         | x86 edition and x64 edition | 1, 2, or 4             |
| Red Hat Enterprise Linux 6.0 and 6.1                   | x86 edition and x64 edition | 1, 2, or 4             |
| Red Hat Enterprise Linux 5.6                           | x86 edition and x64 edition | 1, 2, or 4             |
| Red Hat Enterprise Linux 5.5                           | x86 edition and x64 edition | 1, 2, or 4             |
| Red Hat Enterprise Linux 5.4                           | x86 edition and x64 edition | 1, 2, or 4             |
| Red Hat Enterprise Linux 5.3                           | x86 edition and x64 edition | 1, 2, or 4             |
| Red Hat Enterprise Linux 5.2                           | x86 edition and x64 edition | 1, 2, or 4             |
| SUSE Linux Enterprise Server 11 with Service Pack 1    | x86 edition and x64 edition | 1, 2, or 4             |
| SUSE Linux Enterprise Server 10 with Service Pack 4    | x86 edition and x64 edition | 1, 2, or 4             |
| Windows 7 with Service Pack 1                          | Enterprise, Ultimate, and Professional. Isso se aplica tanto as versões 32 como 64 bits, assim como as edições N e KN.                                       | 1, 2, 3, or 4          |
| Windows 7                                              | Enterprise, Ultimate, and Professional. Isso se aplica tanto as versões 32 como 64 bits, assim como as edições N e KN.                                       | 1, 2, 3, or 4          |
| Windows Vista                                          | Business, Enterprise, and Ultimate, including N and KN editions                                                                                              | 1 or 2                 |
| Windows XP with Service Pack 3 (SP3)                   | Professional | 1 or 2                 |

## Recursos no Windows Server 2008 R2
O Hyper-V no Windows Server 2008 R2 inclui diversos novos recursos que não estavam disponíveis no Windows Server 2008:
- Cluster Shared Volumes: Volumes Compartilhados do Cluster (CSV) é um novo recurso do failover clustering no Windows Server 2008 R2 que está disponível para uso com a função Hyper-V. CSV permite que múltiplos nós de um cluster acessem concorrentemente um único volume compartilhado. Ele fornece completa transparência em que nós realmente possuem um disco. Se uma VM está armazenado em um arquivo em um CSV, você pode movê-la para outro nó do cluster de failover sem a necessidade de qualquer unidade alterar a propriedade, pois não é necessário desmontar e remontar o CSV. Usando CSV, você pode configurar o cluster de máquinas virtuais para as Quick Migration e Live Migration.

- Live Migration: Um cluster de failover é um grupo de computadores independentes que trabalham juntos para aumentar a disponibilidade de aplicações e serviços em um ambiente. Os servidores em cluster, chamados de nós, são conectados por cabos físicos e por software. Se um dos nós do cluster falhar, outro nó começa a fornecer o serviço. O Live Migration permite mover máquinas virtuais de um nó do failover cluster para outro no mesmo cluster, sem que a conexão de rede da Máquina Virtual caia ou haja tempo de inatividade percebido para os usuários.

- Armazenamento de VM Dinâmico: As melhorias no armazenamento incluem Suporte para "Hot Plug-in" do armazenamento e suporte para "Hot Removal" de armazenamento. Se necessário, você pode reconfigurar o armazenamento de máquinas virtuais facilmente porque a funcionalidade de armazenamento virtual dinâmica suporta adição e remoção de discos rígidos e discos físicos enquanto a máquina virtual está em execução.

- Desempenho melhorado de VHD: O desempenho da expansão dinâmica de disco rígido virtual (Virtual Hard Disk - VHD) melhorou no Hyper-V do Windows Server 2008 R2. O desempenho de um tamanho fixo VHD também foi melhorado e é quase idêntico ao rendimento nativo.

- Suporte a Processador Aprimorado : O Hyper-V suporta até 64 processadores lógicos e pode executar até 384 VMs com até 512 processadores virtuais. Quando implantado em um cluster de failover o Hyper-V pode suportar até 1000 máquinas virtuais com até 384 máquinas virtuais por host.

## Suporte de Rede Avançado
Melhorias no suporte a redes incluem:
- Suporte para jumbo frames. Suporte para jumbo frames foi estendido e está disponíveis para VMs, se a rede física suportar. VMs podem usar jumbo frames de até 9.014 bytes. O Hyper-V inclui suporte a jumbo frames em redes Gigabit e mais rápido.

- Suporte para Chimney (TCP Offloads). O recurso TCP Chimney descarrega o processamento do tráfego de rede a partir da pilha de rede. Esse recurso reduz o uso do processador e aumenta o desempenho da rede.

- Suporte para Fila de Maquina Virtual (Virtual Machine Queue - VMQ). Isso reduz o overhead associado ao tráfego de rede.

## Limites e suporte
- Máquinas Virtuais:

| Componente                                                    | Máximo                 | Notas |
| ------------------------------------------------------------- | ---------------------- | --- |
| Virtual processors                                            | 4                      | The number of virtual processors supported by a guest operating system might be lower. For more information, see About Virtual Machines and Guest Operating Systems. |
| Memory                                                        | 64 GB                  | Review the requirements for the specific operating system to determine the minimum and recommended amounts. |
| Virtual IDE disks                                             | 4                      | The startup disk (sometimes referred to as the boot disk) must be attached to one of the IDE devices. The startup disk can be either a virtual hard disk or a physical disk attached directly to a virtual machine. |
| Virtual SCSI controllers                                      | 4                      | Use of virtual SCSI devices requires integration services to be installed in the guest operating system. For a list of the guest operating systems for which integration services are available, see About Virtual Machines and Guest Operating Systems |
| Virtual SCSI disks                                            | 256                    | Each SCSI controller supports up to 64 disks, which means that each virtual machine can be configured with as many as 256 virtual SCSI disks. (4 controllers x 64 disks per controller) |
| Virtual hard disk capacity                                    | 2040 GB                | Each virtual hard disk is stored as a .vhd file on physical media. |
| Size of physical disks attached directly to a virtual machine | Varies                 | Maximum size is determined by the guest operating system. |
| Snapshots                                                     | 50                     | The actual number may be lower, depending on the available storage. Each snapshot is stored as an .avhd file that consumes physical storage. |
| Virtual network adapters                                      | 12                     | - 8 can be the “network adapter” type. This type provides better performance and requires a virtual machine driver that is included in the integration services packages. - 4 can be the “legacy network adapter” type. This type emulates a specific physical network adapter and supports the Pre-execution Boot Environment (PXE) to perform network-based installation of an operating system. |
| Virtual floppy devices                                        | 1 virtual floppy drive | None. |
| Serial (COM) ports                                            | 2                      | None. |

- Servidor Executando Hyper-V

| Componente                               | Máximo                                                                                         | Notas |
| ---------------------------------------- | ---------------------------------------------------------------------------------------------- | --- |
| Logical processors                       | 64                                                                                             | Both of the following must be available and enabled in the BIOS: - Hardware-assisted virtualization - Hardware-enforced Data Execution Prevention (DEP) |
| Virtual processors per logical processor | 12 with conditions met in the ‘Notes’ column, otherwise 8                                      | A ratio of 12:1 is supported on Hyper-V in Windows Server 2008 R2 Service Pack 1 when all guest operating systems on the server run Windows 7. Otherwise, the supported ratio is 8:1. |
| Virtual machines per server              | 384 running virtual machines                                                                   | None. |
| Virtual processors per server            | 512                                                                                            | None. |
| Memory                                   | 1 TB                                                                                           | None. |
| Storage                                  | Limited by what is supported by the management operating system. No limits imposed by Hyper-V. | For more information about the storage options for Hyper-V, see Planning for Disks and Storage. For general information about storage for Windows Server, see Reviewing Storage Limits (http://go.microsoft.com/fwlink/?LinkID=161361). - Note: Microsoft does not support network-attached storage (NAS) for Hyper-V. |
| Physical network adapters                | No limits imposed by Hyper-V.                                                                  | None. |
| Virtual networks (switches)              | Varies; no limits imposed by Hyper-V.                                                          | The practical limit depends on the available computing resources. |
| Virtual network switch ports per server  | Varies; no limits imposed by Hyper-V.                                                          | The practical limit depends on the available computing resources. |

Failover Cluster e Hyper-V
| Componente                                        | Máximo                                                   | Notas |
| ------------------------------------------------- | -------------------------------------------------------- | --- |
| Nodes per cluster                                 | 16                                                       | Consider the number of nodes you want to reserve for failover, as well as maintenance tasks such as applying updates. We recommend that you plan for enough resources to allow for 1 node to be reserved for failover, which means it remains idle until another node is failed over to it. (This is sometimes referred to as a passive node.) You can increase this number if you want to reserve additional nodes. There is no recommended ratio or multiplier of reserved nodes to active nodes; the only specific requirement is that the total number of nodes in a cluster cannot exceed the maximum of 16. |
| Running virtual machines per cluster and per node | 1,000 per cluster, with a maximum of 384 on any one node | Fatores severos podem afetar o numero real de máquinas virtuais que poderiam rodar ao mesmo tempo em um nó, como por exemplo: Several factors can affect the real number of virtual machines that can be run at the same time on one node, such as: - Amount of physical memory being used by each virtual machine. - Networking and storage bandwidth. - Number of disk spindles, which affects disk I/O performance. |

## Atualização e habilitação
Para verificar a atualização, inicie o powershell como administrador e execute o comando: Enable-WindowsOptionalFeature -Online -FeatureName Microsoft-Hyper-V -All.
Também é possível usar o comando DISM, a ferramenta de gerenciamento e manutenção de imagens de implantação, que habilita recursos do sistema Windows enquanto este está em execução. Inicie o powershell como administrador e execute o comando: DISM /Online /Enable-Feature /All /FeatureName:Microsoft-Hyper-V.